# Чемпіонат СРСР з хокею на траві серед жінок
Чемпіонат СРСР з хокею на траві серед жінок — щорічна першість Радянського Союзу. Всього було проведено 13 турнірів (з 1979 по 1991).

## Призери
| Рік  | Золото                         | Срібло                              | Бронза                             |
| 1979 | «Андижанка» (Андижан)          | «Спартак» (Московська область)      | «Спартак» (Москва)                 |
| 1980 | «Андижанка» (Андижан)          | «Спартак» (Московська область)      | «Зв'язківець» (Алма-Ата)           |
| 1981 | «Спартак» (Московська область) | СКІФ (Москва)                       | «Андижанка» (Андижан)              |
| 1982 | СКІФ (Москва)                  | «Спартак» (Московська область)      | «Зв'язківець» (Баку)               |
| 1983 | «Колос» (Бориспіль)            | СКІФ (Москва)                       | «Політвіділ» (Ташкентська область) |
| 1984 | СКІФ (Москва)                  | «Колос» (Бориспіль)                 | «Крила Рад» (Москва)               |
| 1985 | «Колос» (Бориспіль)            | СКІФ (Москва)                       | «Таурас» (Шяуляй)                  |
| 1986 | «Андижанка» (Андижан)          | «Колос» (Бориспіль)                 | СКІФ (Москва)                      |
| 1987 | «Колос» (Бориспіль)            | «Андижанка» (Андижан)               | СКІФ (Москва)                      |
| 1988 | «Колос» (Бориспіль)            | СКІФ (Москва)                       | «Андижанка» (Андижан)              |
| 1989 | «Колос» (Бориспіль)            | «Політвідділ» (Ташкентська область) | СКІФ (Москва)                      |
| 1990 | «Андижанка» (Андижан)          | «Колос» (Бориспіль)                 | СКІФ (Москва)                      |
| 1991 | «Колос» (Бориспіль)            | «Андижанка» (Андижан)               | «Сітора» (Бухара)                  |

## Сумарні показники
| Місце | Клуб                               |   |   |   |
| ----- | ---------------------------------- | - | - | - |
| 1     | «Колос» (Бориспіль)                | 6 | 3 | 0 |
| 2     | «Андижанка» (Андижан)              | 4 | 2 | 2 |
| 3     | СКІФ (Москва)                      | 2 | 4 | 4 |
| 4     | «Спартак» (Московська область)     | 1 | 3 | 0 |
| 5     | «Політвіділ» (Ташкентська область) | 0 | 1 | 1 |
| 6     | «Спартак» (Москва)                 | 0 | 0 | 1 |
|       | «Зв'язківець» (Алма-Ата)           | 0 | 0 | 1 |
|       | «Зв'язківець» (Баку)               | 0 | 0 | 1 |
|       | «Крила Рад» (Москва)               | 0 | 0 | 1 |
|       | «Таурас» (Шяуляй)                  | 0 | 0 | 1 |
|       | «Сітора» (Бухара)                  | 0 | 0 | 1 |

## Див.також
- Чемпіонат УРСР з хокею на траві серед чоловіків
- Чемпіонат УРСР з хокею на траві серед жінок